# جاك غرين (مغني)
جاك غرين (بالإنجليزية: Jack Green)‏ هو عازف قيثارة ومغني وكاتب أغاني بريطاني، ولد في 12 مارس 1951 في غلاسكو في المملكة المتحدة.

## وصلات خارجية
- الموقع الرسمي
- جاك غرين على موقع ميوزك برينز (الإنجليزية)
- جاك غرين على موقع أول ميوزيك (الإنجليزية)
- جاك غرين على موقع ديسكوغز (الإنجليزية)